# Alexander Alexeyev
Alexander Alexeyev (San Petersburgo, Rusia, 15 de noviembre de 1999) es un jugador profesional ruso de hockey sobre hielo que se desempeña en la posición de defensor izquierdo en Washington Capitals, equipo de la National Hockey League (NHL).

## Carrera
Fue seleccionado en la primera ronda en la NHL Entry Draft de 2018. En 2021 hizo su debut profesional con el equipo Washington Capitals, donde lleva jugando tres temporadas.